# 장지량 (만주보민회)
장지량(張之亮, ? ~ ?)은 일제강점기에 만주보민회에서 활동했던 인물이다. 장하도(張荷島)라는 다른 이름이 있다.

## 생애
대한제국에서 고위직 관리를 지냈다는 것 외에는 본적지 및 출생 시기와 같은 신상 정보에 대해 알 수 없다. 1919년 3·1 운동이 발생하면서 국외 기지를 중심으로 한 항일운동이 활발해졌다. 이에 만주에서는 최정규의 주도로 이를 방해하기 위한 밀정 단체로 만주보민회가 설립되었다.
장지량은 최정규가 회장을 맡은 만주보민회에서 부총재 및 부회장에 임명되면서 처음 모습을 드러냈다. 만주보민회의 근간을 이룬 천도교 계열의 신흥 종교 제우교 신자였던 것으로 기록되어 있다. 만주보민회 간부로 일하는 동시에 매주 발간되는 만주보민회 회보의 주필을 담당하기도 했다. 이는 장지량이 한학에 밝고 문장에도 뛰어났기 때문이었다.
만주보민회는 일본의 치안력이 미치지 못하는 남만주 지역을 담당하며 항일운동가를 정탐하고 체포하거나 살상하는 임무를 수행했다. 대한민국 임시정부의 기관지 《독립신문》은 장지량을 일제의 탐정견이라고 부르며 비난한 바 있다. 1924년 만주보민회가 해산될 때 장지량도 그간의 공을 인정받아 600원의 해산분배금을 받았다.
1928년에는 만주개발대에서 지린 지역을 담당하는 길림대장으로 활동했다. 만주개발대는 만주 침략을 앞두고 일본 정부와 조선총독부 등이 자금을 댄 단체로, 박춘금 등 친일 조선인을 앞세우고 있었다. 장지량은 만주개발대에서 간부를 맡은 데 이어 1929년에는 저서 《각골난망기(刻骨難忘記)》, 《만몽급열하지(滿蒙及熱河志)》를 저술하여 만주 지역 개발에 대한 의견을 피력했다. 특히 《만몽급열하지》는 일제의 만주 침략 논리를 그대로 답습한 내용을 담고 있다.

## 사후
- 2007년 대한민국 친일반민족행위진상규명위원회가 발표한 친일반민족행위 195인 명단에 포함되었고, 2008년 발표된 민족문제연구소의 친일인명사전 수록예정자 명단에도 들어 있다.

## 같이 보기
- 만주보민회
- 제우교
- 만주개발대

## 참고자료
- 친일반민족행위진상규명위원회 (2007년 12월). 〈장지량〉 (PDF). 《2007년도 조사보고서 II - 친일반민족행위결정이유서》. 서울. 2265~2273쪽쪽. 발간등록번호 11-1560010-0000002-10. [깨진 링크(과거 내용 찾기)]